# キヌプリスチン
キヌプリスチンはストレプトグラミンB系抗生物質で、ダルホプリスチンとの合剤（キヌプリスチン・ダルホプリスチン）がSynercidの商品名で使用されている。キヌプリスチンはグラム陽性菌と非定型細菌に対して活性があるが、グラム陰性菌には活性がない。キヌプリスチンは細菌のタンパク質合成を阻害する。キヌプリスチン・ダルホプリスチンはエンテロコッカス・ファエカリスには無効であり、グラム陰性菌を含む混合感染には他の抗菌薬と併用する必要がある。